# بازاریابی اجتماعات
بازاریابی اجتماعات (انگلیسی: Community marketing)
بازاریابی اجتماعی یک استراتژی برای جذب مخاطبان و ایجاد گفتگوهای فعال و غیرتهاجمی با مشتریان و افراد علاقه‌مند است.

## تعریف
در حالی که استراتژی‌های ارتباطات بازاریابی مانند تبلیغات، ترویج، روابط عمومی، و فروش بر جذب مشتریان جدید تمرکز دارند، بازاریابی اجتماعات بر نیازهای درک شده مشتریان فعلی تمرکز می‌کند. این رویکرد چهار هدف را برای کسب‌وکار پیگیری می‌کند:
- ایجاد ارتباط و عمیق‌تر کردن ارتباطات بین مشتریان فعلی و مشتریان بالقوه.
- ایجاد و عمیق‌تر کردن ارتباطات مشتریان بالقوه باهم.
- ایجاد ارتباط و عمیق‌تر کردن ارتباطات کسب‌وکار و مشتریان فعلی و مشتریان بالقوه در قالب برنامه‌های تقویت وفاداری.
- ایجاد ارتباط و عمیق‌تر کردن ارتباطات بین مشتریان فعلی برای افزایش بهره‌وری در استفاده از محصول، رضایت مشتریان و ….

این اهداف از دو شیوه پیگری می‌شوند:
- به‌صورت طبیعی و بدون دخالت مستقیم کسب‌وکار صورت می‌پذیرد که مبتنی بر بازاریابی دهان‌به‌دهان است و یکی از موثرترین شیوه‌های بازاریابی است.
- از طریق حمایت و سرمایه‌گذاری کسب‌وکار بر روی فعالیت‌هایی که موجب تقویت بسترها، فعالیت‌ها و نتایج اجتماعات محلی می‌شود یا از طریق اقداماتی در راستای مسئولیت اجتماعی شرکتی

تشدید شک و تردید مصرف‌کنندگان به خاطر تبلیغات آشکار یا غیراخلاقی، بر روی استقبال شرکت‌ها و موفقیت بیشتر بازاریابی اجتماعات تأثیر مثبت گذاشته است.
موفقیت استراتژی‌های بازاریابی اجتماعات ادامه دارد و بیشتر موفقیت در مواردی دیده می‌شود که اجتماعات طبیعی حول محور خدمات و محصولات یک کسب و کار شکل گرفته‌اند.

## مزایای بازاریابی اجتماعات

### ارتباط و تعامل دوطرفه با مشتریان
منجر به افزایش بازخورد، شناسایی نیازهای مشتری و توسعه محصول متمرکز بر نیازهای واقعی مشتری می‌شود

### کاهش موانع ارتباطی
به راحتی و با سرعت زیاد پیام‌هایی را در رابطه با محصولات جدید، استراتژی‌های روابط عمومی یا مواردی که باعث نارضایتی مشتریان می‌شود را دریافت می‌کنید

### شناسایی، جذب و بهره‌مندی از قدرت حامیان
به مشتریان مشتاق و وفادار اجازه دهید از طریق مشارکت در اجتماعات، تبلیغات شفاهی، اشتراک‌گذاری دانش و حمایت از سایر مشتریان در راستای بهره‌برداری از محصول شما باعث کمک به تبلیغات دهان به دهان و کاهش فشار بر روی پشتیبانی محصول شوند.

### به دست آوردن جایگاه مشاور مورد اعتماد
بازاریابی اجتماعات به خاطر شفافیت، تعهد و تمرکز شما بر روی نیازهای مشتریان باعث کاهش شک و تردید مشتریان نسبت به تبلیغات کسب‌وکار شما می‌شود. این رویکرد جایگاه صلاحیت و مالکیت در مورد بحث‌های پیرامون یک محصول یا خدمت را برای شما فراهم می‌سازد و مشتریان به جای یک فروشنده تبلیغات‌چی، به عنوان یک منبع قابل اعتماد برای مشاوره با شما مواجه می‌شوند.

## روش‌های مورد استفاده

### بسترهای عمومی تعاملی آنلاین
یکی از رسانه‌های اصلی برای بازاریابی اجتماعات، ابزارهای عمومی تعاملی موجود در وب ۲ است. ابزارهای مثل انجمن‌های اینترنتی، ویکی‌ها، شبکه‌های اجتماعی، وبلاگ‌ها و پیوندهای مرتبط (RSS).

### ابزارها و راهکارهای مخصوص اجتماعات آنلاین
برای تقویت و تشویق مشارکت اعضا در اجتماعات آنلاین، راهکارهای آنلاین «اجتماع سازی آنلاین» توسط شرکت‌های مختلف ساخته و به بازار ارائه شده است. اما باید این نکته حیاتی را در نظر گرفت که این ابزارها نیستند که اجتماعات آنلاین را می‌سازند؛ بلکه ارزش پیشنهادی یک اجتماع است که باعث تعامل و هم افزایی اعضای یک اجتماع در کنار هم می‌شود نه امکانات موجود در یک ابزار آنلاین.

### ایجاد چهارچوب‌ها و زیرساخت‌های رسمی برای اجتماعات
برخی از اجتماعات مشارکت بیشتر مشتریان را در قالب اعطای جایگاه رسمی به بعضی از مشتریان منتخب تقویت می‌کنند. اعطای عناوینی مثل «عض هیئت مشاوران» و «معلم افتخاری» برای این به مشتریان کلیدی اعطا می‌شود تا جایگاه و اهمیت آنها با دیگران متمایز شود.

## ویژگی‌های قدرتمند بازاریابی اجتماعات

### بازاریابی اجتماعات هزینه کمی دارند
برخی از برندهای مطرح جهان، در ابتدا توانسته‌اند با بهره‌مندی از استراتژی‌های کم‌هزینهٔ مبتنی بر بازاریابی اجتماعات، کمک بزرگی به رشد خود کنند. شرکت‌هایی مثل نایک، استارباکس و گوگل از جمله این موارد هستند.
شرکت‌ها و کسب‌وکارها با استفاده از استراتژی‌های بازاریابی اجتماعات می‌توانند با کم‌ترین هزینه و بدون نیاز به تحقیقات بازار وسیع بر روی برآورده کردن نیازهای واقعی و مهم مشتریان تمرکز می‌کنند. نزدیک بودن برند به مشتریان باعث کاهش هزینه جذب مشتریان جدید نیز می‌شود.
به عنوان مثال، Kiehl's، یک مارک جهانی مراقبت از بدن مشهور که اکنون متعلق به L'Oreal است؛ مردم از سراسر جهان برای بازدید از شعبه اصلی این برند به شهر نیویورک می‌آیند. بسته‌بندی محصولات کیهل ساده است، فروشگاه‌های این برند هم از ابتدای تأسیس در سال ۱۸۵۱ تا امروز، طراحی اصولی و ساده‌ای دارند. این برند هرگز تبلیغ نکرده است. موفقیت این برند بدون تبلیغات مبتنی بر تمرکز بر بازخورهای مشتریان و نیازهای آنان، تبلیغات دهان به دهان موفقیت توسط محصولات متناسب با نیازهای مشتریان، تبلیغات دهان به دهان، ارائه محصولات به‌صورت تست رایگان در فروشگاه و ایجاد ارتباط شخص با شخص است.
آزمایش‌ها رایگان محصولات در فروشگاه و ایجاد ارتباطات شخصی به‌وسیلهٔ تعامل فعال کارمندان حاصل شده است.

### بازاریابی اجتماعات وفاداری را افزایش می‌دهند
بالاترین نیازهای انسان داشتن احساس تعلق و احساس درک شدن است. این نیازها اغلب از طریق خانواده‌ها، باشگاه‌ها و اجتماعات برآورده می‌شوند. هنگامی که شرکت‌ها شروع به تمرکز بر ایجاد اجتماعات می‌کنند، تأثیر قدرتمندی ایجاد می‌کند که پیوندهای عاطفی ایجاد می‌کند. وقتی یک اجتماع جدید تأسیس می‌شود، افرادی که زمانی احساس می‌کردند کنار گذاشته شده بودند، اکنون احساس نزدیکی و مودت پیدا می‌کنند. آنها شروع به برقراری ارتباط با چیزی برای تعلق خاطر می‌کنند. وقتی یک اجتماع تقویت می‌شود و استحکام بیشتری نسبت به روزهای اول تشکیل پیدا می‌کند، افرادی که زمانی احساس غیر مهم بودن داشتند؛ اکنون احساس اعتبار پیدا می‌کنند. آنها در مسیر رشد اجتماع ارزش و نقش مهمی برای خود می‌بینند و به همین دلیل احساس ارزشمندی در آن‌ها شعله‌ور می‌شود. احساسی که شاید در جای دیگری به آن دسترسی نداشتند.
برند نایک در حالی که شخصیت برندی بی‌پروا و سرکش دارد اقدام اعجاب‌آوری در راستای استراتژی‌های بازاریابی اجتماعات انجام داده است. نایک در جهت تقویت ارتباط با بخش‌های فراموش‌شده‌ای از مصرف‌کنندگان و تقویت نقش آنان در اجتماع مصرف‌کنندگان؛ حمایت از بسکتبال درون‌شهری و توانمندسازی دختران به عنوان ورزشکار را در دستور کار قرار داده است و همین اقدامات باعث افزایش شدید وفاداری این بخش از مشتریان شده است.

### اجتماعات برند شما را بروز و ارزشمند نگه می‌دارند
برندهایی که اجتماع می‌سازند، ارزشمند و بروز باقی می‌مانند؛ زیرا آن‌ها دائماً از نیازهای در حال تغییر مشتریان، علایق و ارزش‌های آن‌ها مطلع می‌شوند و خود را با آن‌ها تطبیق می‌دهند.
استارباکس در ابتدا تجربه «تئاتر قهوه» را برای معتادان به کافئین فراهم کرد. این تجربه با طراحی و رعایت نکات ظریف به دقت مهندسی شده بود. با ورود افراد تازه‌وارد به این و ناآشنا به حلقه مشتریان این تجربه، باریستا ها آموزش دیدند تا نکات عجیب و غریب و اعجاب آور قهوه را به این تازه‌واردها آموزش دهند و با این کار وسعت زمین بازی برای ماجراجویی استارباکس را گسترش دهند.
اما وقتی زمان به جایی رسید که فناوری باعث شد تجربه‌های خاص فرآوری قهوه به خانه‌ها هم راه پیدا کند. استارباکس مزیت منحصر به فرد خود را از دست داد و دیگر مورد استقبال علاقه‌مندان به قهوه نبود.
اما استارباکس با تکیه بر فرهنگ قوی و کلان خود اظهاری مصرف‌کنندگان که در محیط‌های خود ایجاد کرده بود توانست در زمان مناسب متوجه تغییرات شود واکنش مناسبی نیز داشته باشد. مجموعهٔ زیاد و بی‌پایانی از چاشنی‌ها، مواد اولیه و تکنیک‌های آماده‌سازی منحصربه‌فرد را با الهام از درخواست‌های مشتریان و خلاقیت باریستا ها ارائه کرد.

### بازاریابی اجتماعات باعث نوآوری می‌شود
یک اجتماع پرشور و پر از تعلق خاطر به یک برند، باعث تقویت رشد و نوآوری در آن برند می‌شود.
برند تولید کفش‌های ارزان قیمت Vans، از تمرکز بر بازخوردها، نظرات و علایق مشتریان اختصاصی به سمت تولید کفش‌های سفارشی در زمینه‌های موج سواری، اسکیت بورد رفت و حتی در راستای تولید محصولات مناسب برای جشنواره‌های موسیقی و حتی تولید یک فیلم سینمایی نیز اقدام کرد.
در هر یک از این اقدامات و محصولات جدید، ویژگی‌ها و روش‌های بازاریابی از طریق جریان مداوم تعامل و دریافت ایده‌ها از مردم ایجاد شدند.
برند هارلی دیویدسون درک کرد؛ مشتریانش علاوه بر اینکه اشتیاق زیادی به این نام تجاری دارند، طیف گسترده‌ای از نیازها و چالش‌های برآورده نشده مشترک را نیز دارند. این شرکت با تمرکز سیستماتیک بر روی این نیازهای مشترک مشتریان خود، کسب‌وکارهای جدید قابل توجهی را پیرامون سفارشی‌سازی موتورسیکلت، وسایل سواری، مد الهام‌گرفته از موتورسیکلت و دکوراسیون خانگی ایجاد کرد.
علاوه بر این بزرگ‌ترین باشگاه موتور سیکلت در جهان، خدمات اجاره موتور سیکلت، کسب و کار آموزش سوارکار، موزه، خدمات حمل و نقل، خدمات مسافرتی، و حتی راه‌اندازی کافه‌های زنجیره ای را هم در دستور کار قرار داد و عملیاتی کرد.

### بازاریابی اجتماعات در زمان چرخش‌های حیاتی کسب‌وکار شما، از شما حمایت می‌کند
وقتی نوبت به تغییر و چرخش‌های بزرگ می‌رسد؛ کسب‌وکارها و شرکت‌ها معمولاً باید همه چیز را صفر شروع کنند و یک کسب‌وکار جدید را از نو اختراع کنند و وارد مسیر جدیدی شوند. به همین دلیل ممکن است برخی از شرکت‌ها ترجیح دهند به جای تغییر و چرخش، صبر پیشه کنند با این امید که ممکن است اوضاع مجدداً با یک تغییر دیگر به سمت موافق برگردد؛ اما این انتخاب ریسک‌های بزرگی در پی دارد. ریسک‌هایی از جمله عدم وقوع بازگشت بازار و هدر رفتن انرژی سازمان در طول زمان فرسایشی صبر برای بازگشت.
با جذب مشارکت اجتماعات، شرکت‌ها می‌توانند در زمان چرخش‌های بزرگ و اختراع کردن یک کسب‌وکار جدید از صفر، با مسیری کاملاً طبیعی هزینه‌ها را کم و بهره‌وری را افزایش داد. این اجتماعات معمولاً از مشتریان تشکیل می‌شوند اما می‌تواند در بین کارمندان و سایر ذی‌نفعان هم تشکیل شود.
مشارکت دلسوزانه و تعامل مداوم با اعضای اجتماعات باعث می‌شود محصولات، خدمات و فعالیت‌های بی‌ارزش به سرعت تشخیص داده شوند و منابع برای ابتکارات جدید آزاد شوند. تمرکز فعالیت‌ها بر درک و برآوردن نیازهای در حال تغییر اعضای اجتماع، هزینه‌ها را کنترل می‌کند و در عین حال رشد جدیدی را ایجاد می‌کند و پایه‌های توسعه را می‌سازد.
لو گرستنر (مدیرعامل وقت IBM) شرکت IBM را به این روش دوباره اختراع کرد. تحت فشاری که برای از بین بردن این شرکت بزرگ ایجاد شده بود، گرستنر به جای انهدام شرکت IBM، "عملیاتی تحت عنوان Bear Hug" را آغاز کرد و مدیران شرکت را موظف کرد تا با تمام قدرت این عملیات را به پیش ببرند.
برنامه این عملیات به این گونه بود که مدیران IBM موظف بودند با مشتریان مهم ارتباط برقرار کنند و مهم‌ترین چالش‌های آنها را کشف کنند. این تعاملات منجر به این شد که مدیران متوجه شدند که قدرت واقعی IBM در ذهن مشتریان به عنوان ارائه‌دهنده راه‌حل‌های یکپارچه شناخته شده است و مسیر IBM را به سمت یک شرکت «کسب و کار الکترونیک» تغییر دادند.
در مواقع سخت بیش از هر زمان دیگری، مردم میل به حمایت اجتماع دارند. وقتی شرکت‌ها با ایجاد اجتماعاتی که ارزشی ملموس و عاطفی را ارائه می‌دهند، از طریق کارمندان و مشتریان که با هم برای حل چالش‌های جمعی کار می‌کنند، پیوندهای پایدار وفاداری ایجاد می‌کنند و منابع جدید رشد را کشف می‌کنند. بازاریابی خوب همیشه مردم را در مرکز قرار می‌دهد. بازاریابی هوشمند در زمان‌های سخت از قدرت جمعی جامعه بهره می‌برد.